# Helmetalbahn
| |                      |                                              |                                              |
| Streckenlänge: | ca. 24 km            |                                              |                                              |
| Spurweite: | 1435 mm (Normalspur) |                                              |                                              |
| |                      |                                              |                                              |
| \| \| \| Südharzstrecke von Northeim \| \| \| \| \| Osterhagen \| \| \| \| 0,0 \| Abzweig des Talgleises \| Abzweig des Talgleises \| \| \| ca. 0,8 \| Bogenbrücke Steingraben \| Bogenbrücke Steingraben \| \| \| \| Südharzstrecke nach Nordhausen \| \| \| \| \| Verbindungsgleis zum Lager Tettenborn \| \| \| \| ca. 2,0 \| Verbindungsgleis zwischen Tal- und Bergseite \| Verbindungsgleis zwischen Tal- und Bergseite \| \| \| \| Niedersachsen/Thüringen \| \| \| \| ca. 5,2 \| \| \| \| \| ca. 6,5 \| Mackenrode \| Mackenrode \| \| \| ca. 12,2 \| Viadukt Pützlingen über die Helme \| Viadukt Pützlingen über die Helme \| \| \| ca. 14,9 \| Günzerode \| Günzerode \| \| \| \| Haferbach \| \| \| \| ca. 20,7 \| Hesserode \| Hesserode \| \| \| \| \| \| \| \| ca. 22,8 \| Strecke von Hann. Münden \| Strecke von Hann. Münden \| \| \| ca. 23,1 \| Helme \| Helme \| \| \| ca. 23,6 \| \| \| \| \| \| Südharzstrecke von Northeim \| \| \| \| ca. 25,4 \| Nordhausen (zur Harzer Schmalspurbahn) \| Nordhausen (zur Harzer Schmalspurbahn) \| \| \| \| Strecke nach Halle \| \| |                      |                                              |                                              |
| Strecke |                      | Südharzstrecke von Northeim                  | Südharzstrecke von Northeim                  |
| ehemaliger Bahnhof |                      | Osterhagen                                   | Osterhagen                                   |
| Verschwenkung von links (Strecke außer Betrieb) · Verschwenkung von rechts | 0,0                  | Abzweig des Talgleises                       | Abzweig des Talgleises                       |
| Brücke (Strecke außer Betrieb) · Strecke | ca. 0,8              | Bogenbrücke Steingraben                      | Bogenbrücke Steingraben                      |
| Strecke (außer Betrieb) · Abzweig ehemals geradeaus und nach links |                      | Südharzstrecke nach Nordhausen               | Südharzstrecke nach Nordhausen               |
| Strecke (außer Betrieb) · Abzweig geradeaus und von links (Strecke außer Betrieb) |                      | Verbindungsgleis zum Lager Tettenborn        | Verbindungsgleis zum Lager Tettenborn        |
| Abzweig geradeaus und von links (Strecke außer Betrieb) · Abzweig geradeaus und nach rechts (Strecke außer Betrieb) | ca. 2,0              | Verbindungsgleis zwischen Tal- und Bergseite | Verbindungsgleis zwischen Tal- und Bergseite |
| Grenze (Strecke außer Betrieb) · Grenze (Strecke außer Betrieb) |                      | Niedersachsen/Thüringen                      | Niedersachsen/Thüringen                      |
| Verschwenkung nach links (Strecke außer Betrieb) · Verschwenkung nach rechts (Strecke außer Betrieb) | ca. 5,2              |                                              |                                              |
| Bahnhof (Strecke außer Betrieb) | ca. 6,5              | Mackenrode                                   | Mackenrode                                   |
| Brücke über Wasserlauf (Strecke außer Betrieb) | ca. 12,2             | Viadukt Pützlingen über die Helme            | Viadukt Pützlingen über die Helme            |
| Bahnhof (Strecke außer Betrieb) | ca. 14,9             | Günzerode                                    | Günzerode                                    |
| Brücke über Wasserlauf (Strecke außer Betrieb) |                      | Haferbach                                    | Haferbach                                    |
| Bahnhof (Strecke außer Betrieb) | ca. 20,7             | Hesserode                                    | Hesserode                                    |
| Verschwenkung von links (Strecke außer Betrieb) |                      |                                              |                                              |
| Kreuzung geradeaus oben (Strecke geradeaus außer Betrieb) · Strecke von rechts | ca. 22,8             | Strecke von Hann. Münden                     | Strecke von Hann. Münden                     |
| Brücke über Wasserlauf (Strecke außer Betrieb) · Brücke über Wasserlauf | ca. 23,1             | Helme                                        | Helme                                        |
| Verschwenkung nach links (Strecke außer Betrieb) · Verschwenkung nach rechts | ca. 23,6             |                                              |                                              |
| Abzweig geradeaus und von links |                      | Südharzstrecke von Northeim                  | Südharzstrecke von Northeim                  |
| Bahnhof | ca. 25,4             | Nordhausen (zur Harzer Schmalspurbahn)       | Nordhausen (zur Harzer Schmalspurbahn)       |
| Strecke |                      | Strecke nach Halle                           | Strecke nach Halle                           |

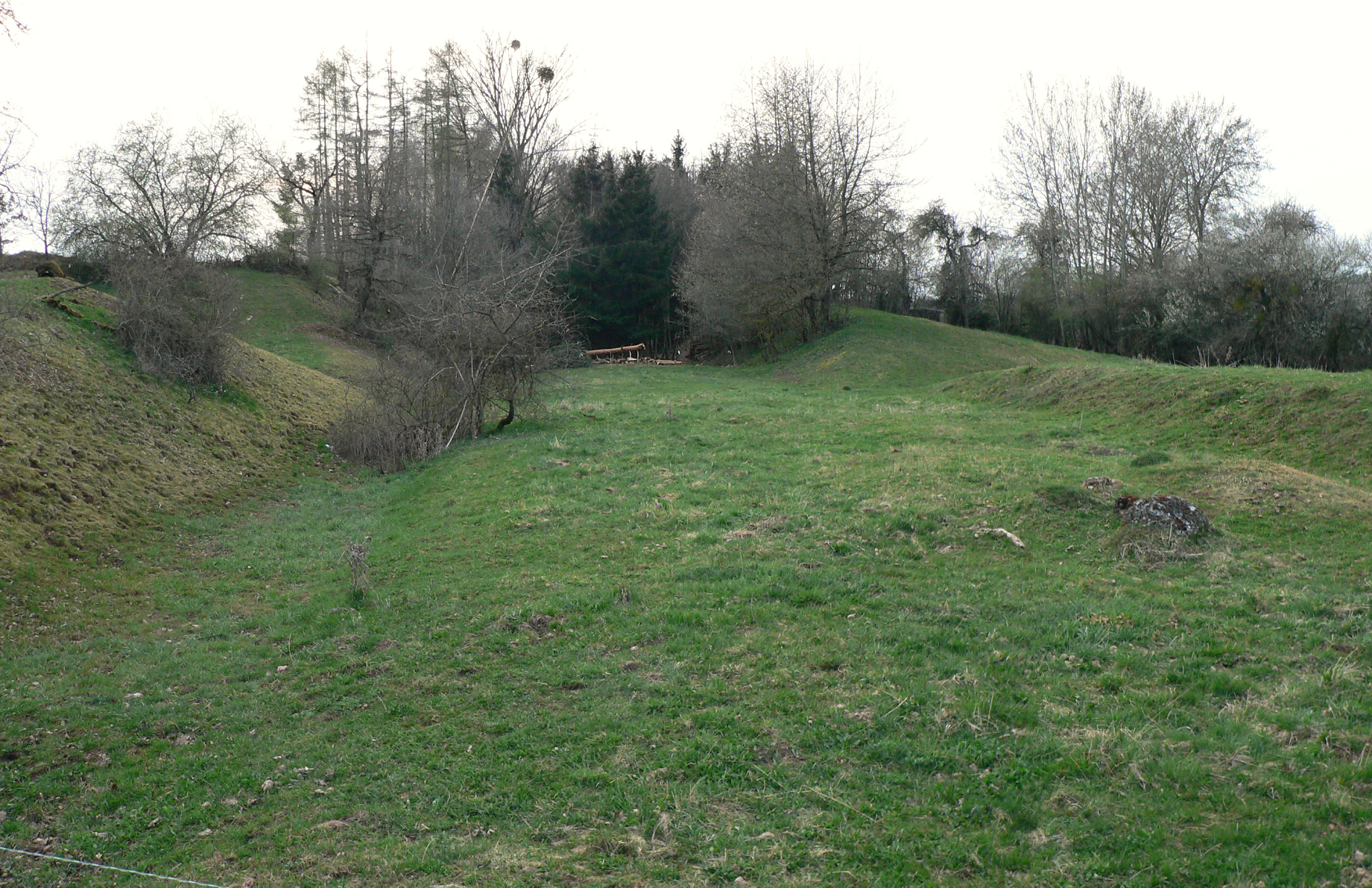
Bahntrasse der Helmetalbahn bei Mackenrode

Die Helmetalbahn von Osterhagen nach Nordhausen war eine von KZ-Häftlingen 1944/45 erbaute, zweigleisige Umgehungsbahn für die Südharzstrecke. Bis auf kleinere Restarbeiten wurde sie zunächst eingleisig fertiggestellt, mit dem Kriegsende im Mai 1945 aber nicht mehr in Betrieb genommen. Aufgrund ihrer Lage an der Zonengrenze wurden die Gleise der Helmetalbahn bis 1947 vollständig abgebaut.

## Vorgeschichte
Erste Planungen für eine Eisenbahnstrecke südlich des Harzes in der zweiten Hälfte des 19. Jahrhunderts durch das Königreich Hannover und Preußen sahen bereits eine Streckenführung entlang des Helmetals vor. Doch der Einspruch Braunschweigs und der industriereicheren Orte um Wieda, Walkenried und Ellrich führte zu einer nördlicheren, näher am Harz gelegenen Streckenführung des am 1. August 1869 eröffneten Teilstücks der Südharzbahn zwischen den Bahnhöfen Nordhausen und Herzberg am Harz.
Weitere Versuche um 1900 zur besseren Erschließung des oberen Helmetals scheiterten ebenfalls.
Am 17./18. August 1943 zerstörten britische Bomber Teile der Heeresversuchsanstalt Peenemünde, wo verschiedene Raketen (V1 und V2) entwickelt und hergestellt wurden. Nach den Bombenangriffen sollte die Raketenproduktion durch die Mittelwerk GmbH unterirdisch fortgeführt werden. Ausgewählt wurde hierfür der Kohnstein bei Nordhausen, wo bereits einige Stollen zur Verfügung standen. Am 28. August 1943 wurde hierfür das Arbeitslager Dora gegründet, das ab Oktober 1944 als eigenständiges Konzentrationslager Mittelbau firmierte und mit zahlreichen Außenlagern einen umfangreichen Lagerkomplex bildete.
Die Südharzstrecke zwischen Walkenried und Nordhausen, die in den letzten Kriegsjahren zu den dichtestbefahrenen Verbindungen Deutschlands gehörte, war mit den damit gestiegenen Verkehrsleistungen recht bald überfordert. Mithilfe einer Umgehungsbahn sollte der (zivile und überregionale) Verkehr dem Produktionsstandort und dem Konzentrationslager ausweichen. Die Planungen für die neuzubauende Strecke, die Helmetalbahn, stützten sich dabei auch auf noch vorhandene Entwürfe aus dem Bauzeitraum der Südharzstrecke, denn ursprünglich sollte diese ja durch das Helmetal führen.

## Bau

### Durchführung
1944 waren die Planungen soweit abgeschlossen, dass mit den Bauarbeiten zu der zweigleisig auszuführenden Bahnstrecke Osterhagen-Nordhausen begonnen werden konnte.
Zunächst entstanden im Sommer 1944 weitere (Bau-)Außenlager des KZ Dora-Mittelbau (unter anderem die Lager Osterhagen und Nüxei). Auch wurden zwei SS-Baubrigaden, die den Bau durchführen sollten, aus dem Ruhrgebiet in den Südharz verlegt.
Im Mai 1944 wurde mit den Vorarbeiten begonnen; der für den Bau nötige Grundbesitz wurde enteignet. Den Landeigentümern wurden lediglich finanzielle Entschädigungen nach dem siegreichen Ende des Krieges zugesichert. Zunächst wurde auf der zweispurig geplanten Strecke aber nur ein Gleis verlegt. Das dafür benötigte Schienenmaterial (inklusive Nebengleisen waren im Frühjahr 1945 bereits rund 50 Kilometer Gleis verlegt) wurde zum großen Teil durch den Rückbau anderer Strecken gewonnen, andere Bezugsmöglichkeiten standen in den letzten zwei Kriegsjahren nicht mehr zur Verfügung. Wegen der Zweigleisigkeit hätte die Strecke zwischen Osterhagen und Mackenrode auf zwei Trassen (einer „Talseite“ und einer „Bergseite“) verlaufen sollen.
Der Bau wurde in einem hohen Tempo mit sehr einfachen Mitteln (Näheres siehe Arbeitsbedingungen) durchgeführt. Geplante Fertigstellung der 22 Kilometer langen Neubaustrecke war der Sommer 1945, doch mit dem Vorrücken der Alliierten Streitkräfte wurden sämtliche Arbeiten im März 1945 eingestellt. Bis dahin war zwischen Osterhagen und Mackenrode nur die Talstrecke gebaut; auf dem Abschnitt Mackenrode–Nordhausen war die Strecke bereits zweispurig trassiert. Lediglich kleinere Restarbeiten und einige Brückenbauten hätten bis zur Eröffnung im Sommer 1945 noch durchgeführt werden müssen.
Dennoch konnte der Bau der Eisenbahnstrecke in einem logistischen Kraftakt in der kurzen Zeit von neun Monaten unter Ausbeutung zahlreicher Häftlinge fast erreicht werden.

### Arbeitsbedingungen
Die Bedingungen der für den Bau gezwungenen Häftlinge, insgesamt etwa 2600, waren äußerst schlecht. Neben den katastrophalen Bedingungen in den zahlreichen Außenlagern um Nordhausen, die für den Bau der Strecke errichtet worden waren, standen nur wenige Maschinen zur Verfügung. Lediglich einige Feldbahnen, zwei Lokomotiven und vier Dampfbagger waren vorhanden. Diese konnten aber aufgrund von Kohlemangel oft nicht eingesetzt werden.
Die umfangreichen Erdbewegungen wurden fast ausschließlich mit Schubkarren und Schaufeln vollzogen. Die für den Bau notwendigen Dammschüttungen und Waldrodungen erfolgten in Handarbeit.

### Opfer

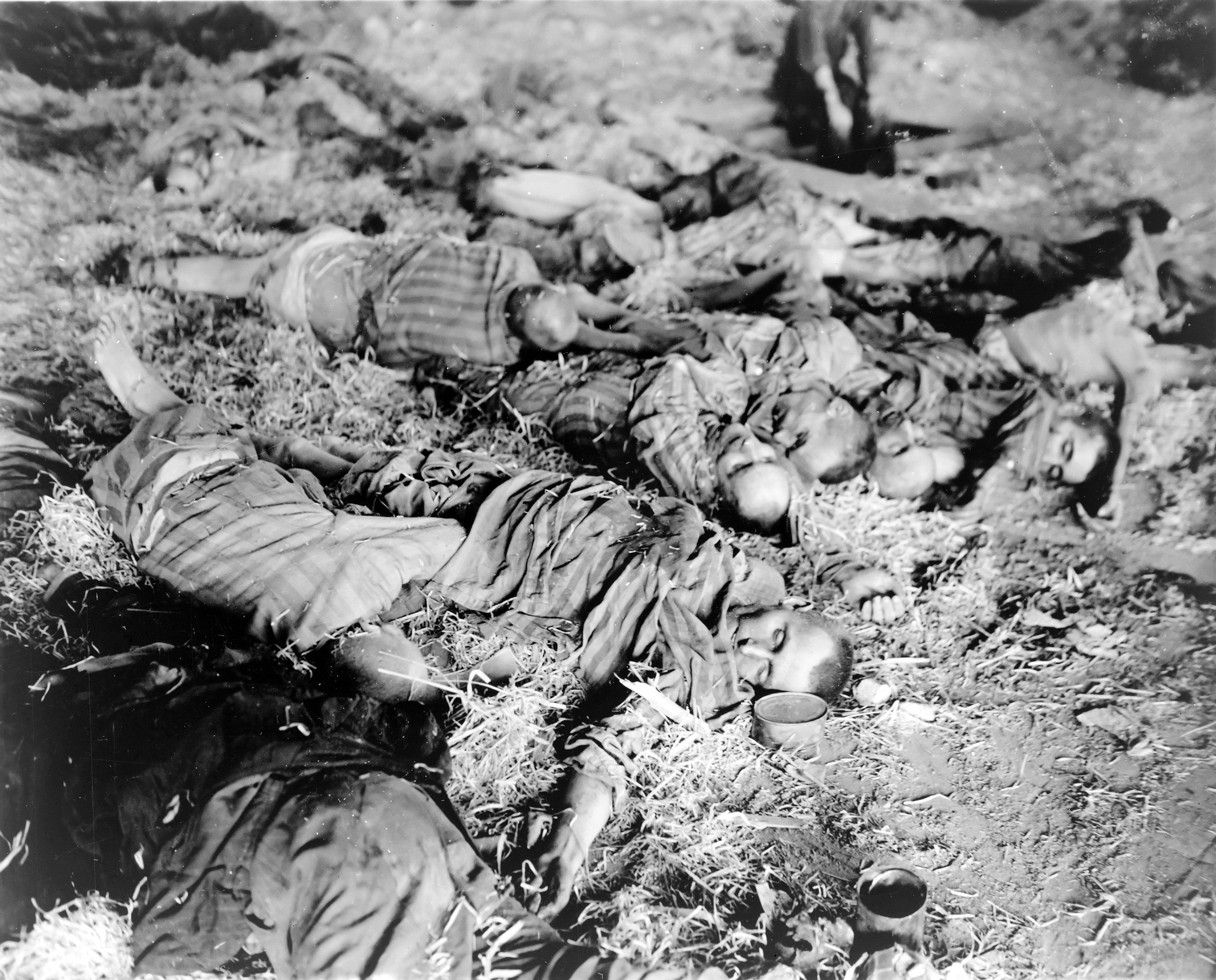
Tote Häftlinge nach der Befreiung eines Lagers des KZ-Komplexes Dora-Mittelbau

Zu den Opferzahlen liegen keine genauen Zahlen vor. Beispielsweise verlor zwischen Sommer 1944 und dem Kriegsende im Mai 1945 etwa die Hälfte der KZ-Insassen in der 3. SS-Baubrigade ihr Leben. Darunter fallen aber auch die Opfer, welche auf den Todesmärschen quer durch den Harz bei der Flucht vor den Alliierten im Frühjahr 1945 liegenblieben und erschossen wurden.
Direkt oder indirekt (etwa für die Versorgung) am Bau beteiligt waren etwa 2600 KZ-Häftlinge (andere Quellen sprechen von mindestens 3000 Personen). Knapp die Hälfte davon starb während des Baus der Helmetalbahn, wurde auf den Todesmärschen erschossen oder verhungerte. Zahlreiche weitere KZ-Häftlinge wurden am 13. April 1945 beim Massaker in der Isenschnibber Feldscheune in Gardelegen von den Wachmannschaften, Mitgliedern der SS und der Wehrmacht, des Reichsarbeitsdienstes, des Volkssturms und anderer lokaler Tätergruppen bei lebendigem Leib verbrannt.

## Nutzung und Abbau
Obwohl die Strecke im Frühjahr 1945 größtenteils fertiggestellt war, ist auf ihr niemals ein Zug gefahren. Das Kriegsende und die anschließende Lage im Grenzgebiet zwischen Britischer und Sowjetischer Besatzungszone verhinderten die Fertigstellung. Auch wäre durch die bereits vorhandene, nicht einmal zehn Kilometer nördlich gelegene Südharzstrecke ein rentabler Betrieb nahezu unmöglich gewesen. 1946/47 wurden die bereits fertiggestellten Gleise wieder abgebaut. Auch die für den Bau errichteten Lager wurden nach dem Krieg wieder abgerissen. Bis heute zeugen nur noch die zahlreichen Bahndämme und Brückenwiderlager von der mit einem hohen Blutzoll errichteten Bahnstrecke.

## Streckenführung
Die Strecke war zwar zweigleisig geplant, jedoch verlief ein Teil der Strecke auf zwei einzelnen Trassen (dem Talgleis und dem Berggleis). Diese aufwändige Trassenführung war im Höhenunterschied von 138 Metern begründet, den die Strecke auf einer Länge von 22 Kilometern überwinden musste. Insbesondere der Abschnitt Osterhagen-Mackenrode mit der getrennten Trassenführung wies ein großes Gefälle auf.
Talgleis
Das Talgleis verließ die Trasse der Südharzbahn kurz nach dem Bahnhof Osterhagen, überquerte auf einer Bogenbrücke den Steingraben und traf etwa bei Kilometer zwei auf das Verbindungsgleis zur Bergseite/Lager Tettenborn. Etwa ab Streckenkilometer 5,1 nutzten dann sowohl das Berg- als auch das Talgleis dieselbe Trasse.
Berggleis
Das in der Gegenrichtung befahrene Berggleis hingegen, so war es zumindest projektiert, folgte der Südharzstrecke noch einen weiteren Kilometer, verlief dann zunächst Richtung Norden und unterquerte nach einem Bogen die Südharzbahn. Kurz darauf traf die Strecke auf das Verbindungsgleis zum Lager Tettenborn/Talseite. Dann näherte sich das Berggleis langsam wieder dem Talgleis, bevor beide vor dem Bahnhof Mackenrode wieder parallel zueinander verliefen.
Durch die geschlungene Gleisführung war das Berggleis einige Kilometer länger; dies war aber so beabsichtigt, damit die Lokomotiven aufgrund der geringeren Steigung schwerere Züge ziehen konnten.
Nach dem Bahnhof Mackenrode folgte die Bahn weiter dem Ichte- und Helmetal bis Nordhausen. Dort überquerte sie zunächst die Bahnstrecke Halle–Hann. Münden und wurde dann parallel zu ihr in den Bahnhof Nordhausen eingeführt.

## Mahnmale
Nach dem Zweiten Weltkrieg schienen der Bahnbau und die damit verbundenen Opfer zunächst in Vergessenheit zu geraten. Erst nach 1990 erfolgte eine langsame Aufarbeitung der Geschichte der Helmetalbahn. 1995 wurde schließlich auf dem Gelände des ehemaligen Lagers Mackenrode ein Gedenkstein für die Opfer des Konzentrationslagers errichtet. Zwei weitere folgten schließlich 1999 in Nüxei und Osterhagen. 2020 gab der Landkreis Göttingen bei der Ländlichen Erwachsenenbildung eine Machbarkeitsstudie zum Gedenken an den Streckenbau in Auftrag. Durch den Landkreis verläuft von Mackenrode bis Osterhagen ein vier Kilometer langes Teilstück.

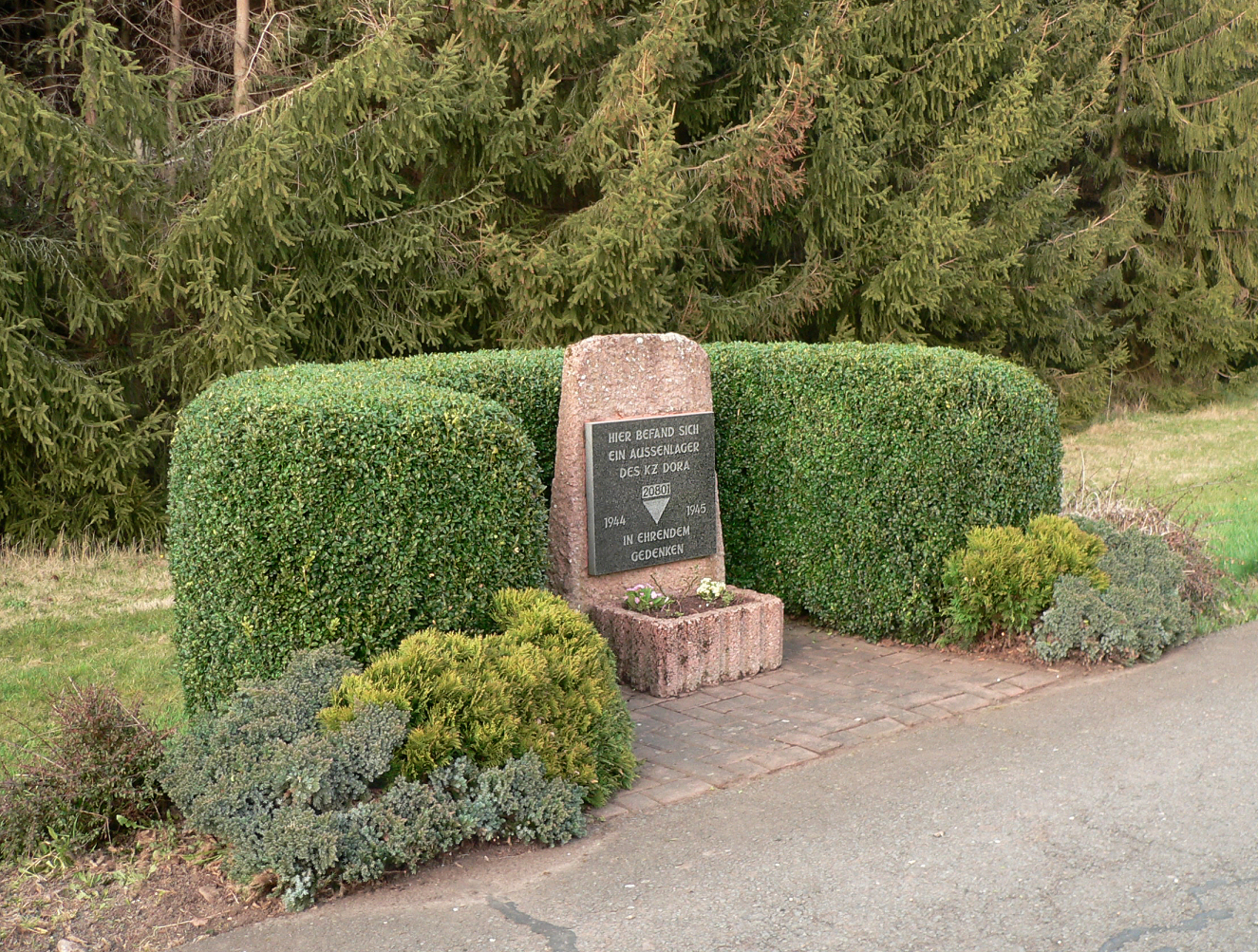
Gedenkstein am ehemaligen Gelände des KZ-Außenlagers in Mackenrode
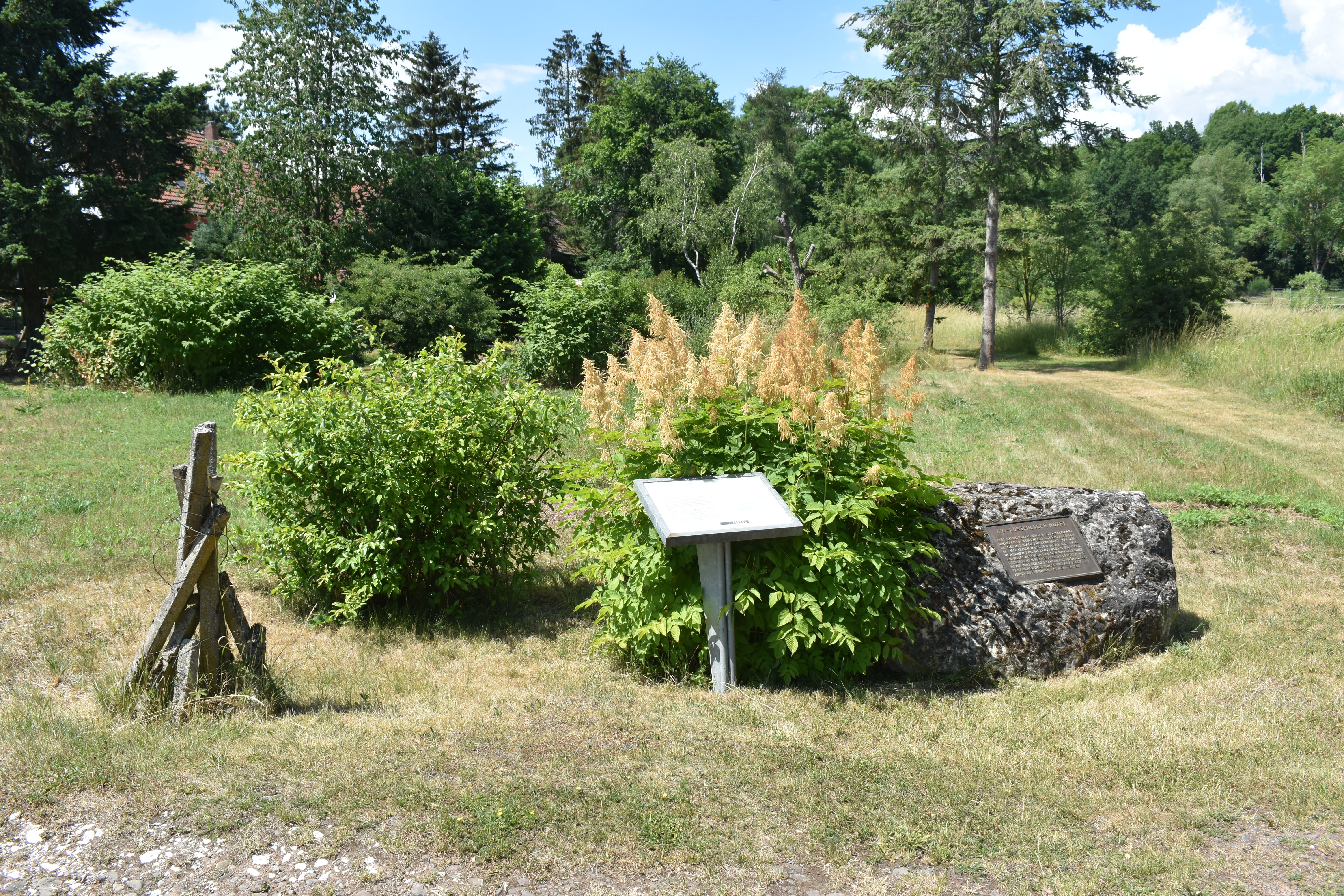
Gedenkstätte am ehemaligen Gelände des KZ-Außenlagers in Nüxei